# Tetecus
Tetecus is een geslacht van hooiwagens uit de familie Assamiidae.
De wetenschappelijke naam Tetecus is voor het eerst geldig gepubliceerd door Roewer in 1935. 

## Soorten
Tetecus is monotypisch en omvat slechts de volgende soort:
- Tetecus tenuis